# Техаський музей культурної спадщини лужичан

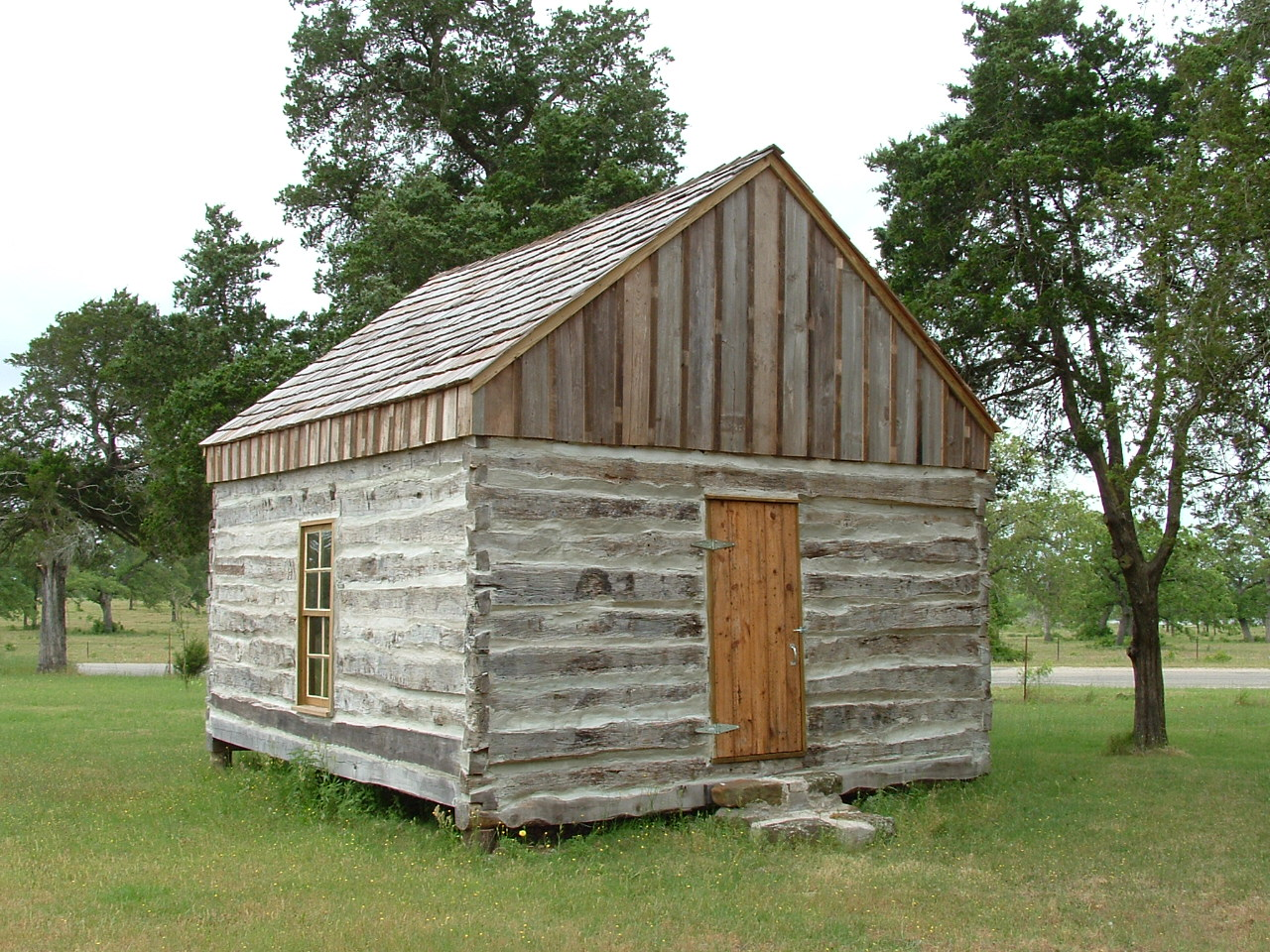
Лужицький піонерський колодяний будиночок на території лютеранської церкви Святого Павла

Техаський музей культурної спадщини лужичан (англ. Texas Wendish Heritage Museum) — музей у Сербіні (Техас, США). Єдиний музей, присвячений історії та культурі лужицького народу в Північній Америці. Розташований біля лютеранської церкви святого Павла.
У XIX та на початку XX століть Сербін був «материнською колонією» для емігрантів з Лужиці. У минулому в будівлі розташовувалась лужицька середня школа для дітей лужичан, які становили значну більшість у Сербіні.
Музей є комплексом одноповерхових будівель. Нині складається з кількох невеликих виставкових залів. До складу музею входять також два окремі оригінальні колодяні селянські будинки, побудовані 1856 року, незабаром після прибуття сюди перших переселенців із Лужиці. Музей демонструє низку оригінальних експонатів, присвячених лужицькій культурі, зокрема — крашанки, народні костюми, рукописи та безліч фотографій.
При музеї діє архів та бібліотека під назвою «Lillie Moerbe Caldwell Memorial Library», яка збирає друковані видання лужицькою, німецькою та англійською мовами, присвячені лужицькій культурі. Архів збирає особисті документи, фотоматеріали та джерела, пов'язані з генеалогією різних лужицьких родів. В архіві зберігається кілька рідкісних рукописів.
При музеї діє сувенірна крамниця.